# Naturschutzgebiet Breeser See
Das Naturschutzgebiet Breeser See ist ein 163 Hektar großes Naturschutzgebiet in Mecklenburg-Vorpommern einen Kilometer östlich von Lohmen. Die Unterschutzstellung erfolgte am 7. August 1974. Das Schutzgebiet umfasst den Breeser See mit angrenzendem Verlandungsgürtel.
Der heutige Gebietszustand wird als befriedigend eingeschätzt. Hohe Nährstoffeinträge in den See zu DDR-Zeiten wirken sich immer noch nachteilig aus und führen zu problematischen Algenblüten. Ein Betreten der Flächen ist nur am Ostufer möglich, wo auch eine Beobachtungskanzel existiert.

## Geschichte
Der Breeser See geht auf eine Toteisform zurück, die während der letzten Eiszeit entstand. Er ist ein Quellsee, der von kalkhaltigem Grundwasser gespeist wird. Umfangreiche Kalkmudden lagerten sich ab. Nach einer Seespiegelabsenkung im 19. Jahrhundert wurden die Randbereiche als Grünland genutzt und Torf gestochen. Die Flächen wurden zu DDR-Zeiten kaum noch genutzt. Ab den 1970er Jahren verschlechterte sich der Zustand des bis dahin oligotrophen Klarwassersees durch Nährstoffeinträge. Faulschlamm lagerte sich ab. Derzeit ist der See 1,5 Meter tief. Er wird im Süden von der Bresenitz durchflossen. Im See wird seit Jahrhunderten mit Reusen und Zugnetzen gefischt.

## Pflanzen- und Tierwelt
Die ursprünglichen Grundrasen mit Armleuchteralgen sind stellenweise noch zu finden. Weitere Arten der Unterwasserflora sind Laichkraut, Kanadische Wasserpest, Hornblatt, Großes Nixenkraut und Quellmoos. Der See ist von einem Röhrichtgürtel aus Schilf umgeben, an den am Nord- und Westufer Schwingriede anschließen mit Amper, Sumpffarn, Scheinzypergras-Segge, Wasserschierling und Bittersüßem Nachtschatten. Die aufgelassenen Wiesen beherbergen seltene Arten, wie Sumpf-Sitter, Steifblättriges Knabenkraut, Sumpf-Läusekraut, Sumpfherzblatt, Natternzunge, Kümmel-Silge, Purgier-Lein und Raues Veilchen.
Westlich und östlich schließt ein Sumpfwald mit Erlen, Birken und Weiden an.
Das Schutzgebiet ist ein bedeutender Rast- und Schlafplatz für Bläss-, Grau- und Waldsaatgänse. Rohrdommel, Kranich, Kiebitz, Flussregenpfeifer, Bekassine und Waldschnepfe brüten hier. Im Schilfgürtel versteckt liegen die Brutplätze einer Bartmeisen-Kolonie. Der Fischotter lebt im Gebiet.